# بارکر ایمانی
بارکر ایمانی (انگلیسی: Imani Barker؛ زادهٔ تاریخ ورودی نامعتبر است) بازیکن فوتبال است.